# Белокуриха (река)
Белоку́риха — река в России, протекает по Смоленскому району Алтайского края. Устье реки находится в 63 км от устья реки Песчаной по правому берегу. Длина реки составляет 31 км. В 8 км от устья справа впадает река Старобелокуриха.
На берегах расположен город-курорт Белокуриха.

## Данные водного реестра
По данным государственного водного реестра России относится к Верхнеобскому бассейновому округу, водохозяйственный участок реки — Обь от слияния рек Бия и Катунь до города Барнаул, без реки Алей, речной подбассейн реки — бассейны притоков (Верхней) Оби до впадения Томи. Речной бассейн реки — (Верхняя) Обь до впадения Иртыша.
Код объекта в государственном водном реестре — 13010200312115100008160.